# Fontaine du Pouffre
La fontaine du Pouffre ou du Poufre est une fontaine de Sète, en France.

## Description
La fontaine est installée dans la moitié sud de la place Léon Blum, dans le centre de Sète. De forme rectangulaire, d'environ 10 m de long sur 5 m de large, elle est constituée de deux bassins en granite, surplombés par une vasque, elle-même surmontée de la sculpture en laiton d'un poulpe monumental, qui dresse l'un de ses bras vers le ciel. Devant lui, deux dauphins dressés crachent de l'eau en jet.

## Historique
La place Léon Blum est réaménagée dans les années 1980 ; le maire de Sète, Yves Marchand, demande en 1985 au sculpteur sétois Pierre Nocca de présenter un projet d'aménagement. Nocca choisit un poulpe (« pouffre » dans le parler local) en référence à la tielle, spécialité culinaire sétoise, tourte garnie de poulpe. Les dauphins font référence aux armoiries de la ville.
Il demandera au marbrier Frédéric Yedra (1958-2011) de réaliser toute la structure de la fontaine en granit.